# Сірануї (1938)
«Сірануї» (Shiranui, яп. 不知火) — ескадрений міноносець Імперського флоту Японії, який брав участь у Другій світовій війні.

## Історія створення
Корабель був закладений 30 серпня 1937 року на верфі «Uraga Dock». Він став першим (за датою закладання) серед есмінців типу «Кагеро». Спущений на воду 28 червня 1938 року, вступив у стрій 20 грудня 1939 року.

## Історія служби
На момент вступу Японії до Другої світової війни «Сірануї» належав до 18-ї дивізії ескадрених міноносців, яка в межах підготовки до нападу на Перл-Гарбор перейшла 18—22 листопада з Саєкі (острів Кюсю) до острова Еторофу (Ітуруп) у Курильському архіпелазі. Звідси кораблі дивізії вирушили у складі охорони ударного авіаносного з'єднання адмірала 1-ий авіаносний флот, яке 7 грудня завдало удару по головній базі Тихоокеанського флоту США. 24 грудня «Сірануї» прибув до Куре.
8—14 січня 1942-го «Сірануї» здійснив перехід разом зі з'єднанням із 4 авіаносців до атола Трук у центральній частині Каролінських островів (ще до війни тут створили потужну базу японського ВМФ, з якої до лютого 1944-го провадили операції в низці архіпелагів). Метою походу була підтримка вторгнення до архіпелагу Бісмарка, в межах якої 17 січня з'єднання полишило Трук та попрямувало на південь, завдавши 20 січня авіаудару по Рабаулу на острові Нова Британія (після швидкого захоплення японським десантом тут створять головну передову базу, з якої наступні два роки провадитимуться операції на Соломонових островах та сході Нової Гвінеї). З 21 січня «Сірануї» входив до охорони авіаносців «Сьокаку» та «Дзуйкаку», які відокремились для завдання удару по Лае та Саламауа на Новій Гвінеї (у глибині затоки Хуон, яка розділяє півострови Хуон та Папуа), 23 січня прикривали висадку в архіпелазі Бісмарка, а 29 числа повернулись на Трук.
1 лютого 1942-го «Сірануї» вийшов у складі охорони трьох авіаносців (один напередодні відбув у Японію по нові літаки), які безуспішно спробували наздогнати американську авіаносну групу, що 1 лютого завдала удару по Маршаллових островах, а потім попрямували на Палау (важлива база на заході Каролінських островів).
15 лютого 1942-го «Сірануї», ще 7 есмінців та легкий крейсер «Абукума» вийшли з Палау для супроводу ударного з'єднання (3 авіаносці, 2 важкі крейсери), що 19 лютого вдарило по австралійському Порт-Дарвін. 21 лютого загін прибув до затоки Старінг-Бей (північно-східний півострів острова Целебес).
25 лютого 1942-го «Сірануї» разом з 11 іншими есмінцями та «Абукумою» вирушили зі Старінг-Бей у складі охорони з'єднання, яке включало 4 авіаносці, 4 лінкори та 5 важких крейсерів. Завданням цих сил була підтримка вторгнення на Яву та перехоплення ворожих кораблів, що спробують полишити острів. 1 березня «Сірануї» разом з есмінцем «Касумі» потопили неідентифіковане торгове судно. Похід тривав більш як два тижні й завершився 11 березня поверненням до Старінг-Бей.
27 березня 1942-го «Сірануї», ще 10 есмінців та «Абукума» попрямували зі Старінг-Бей для охорони ударного з'єднання, що вийшло у великий рейд до Індійського океану та включало 5 авіаносців, 4 лінкори та 2 важкі крейсери. 9 квітня японські авіаносці провели останній великий бій цієї операції і невдовзі з'єднання попрямувало до Японії для відновлювального ремонту основних кораблів. 23 квітня «Сірануї» досягнув Куре, де став на нетривалий доковий ремонт.
21—25 травня 1942-го в межах підготовки операції проти атола Мідвей «Сірануї» та інші есмінці 18-ї дивізії пройшли з Куре на острів Сайпан (Маріанські острови). Звідси корабель вийшов 28 травня, разом зі ще 9 есмінцями та легким крейсером «Дзінцу» супроводжуючи транспорти з військами. Катастрофічна поразка авіаносного з'єднання в битві 4—5 червня під Мідвеєм призвела до скасування операції, після чого «Сірануї» та інші кораблі дивізії прибули на Трук. 17—23 червня 1942-го вони пройшли звідси до Куре, супроводжуючи 2 важкі крейсери.
28 червня 1942-го «Сірануї» те ще два есмінці дивізії «Касумі» та «Араре» розпочали ескортування гідроавіаносця «Тійода» у транспортному рейсі з Йокосуки до острова Киска (Алеутські острови), який кілька тижнів тому був зайнятий у межах загальної Мідвейсько-Алеутської операції. 4 липня загін прибув до місця призначення.
Вночі 5 липня 1942-го за кілька кілометрів від гавані Киски американський підводний човен «Граулер» атакував есмінці та в підсумку зміг поцілити всі три. «Араре» затонув, а от два інші кораблі сильно постраждали, проте залишились на плаву. Більш як місяць «Сірануї» залишався біля Киски в очікуванні прибуття спеціалістів та матеріалів, які б допомогли підкріпити корпус. Нарешті, 15 серпня есмінець «Інадзума» узяв «Сірануї» на буксир та 20 серпня привів його до Шумшу (Курильські острови). До 3 вересня пошкоджений корабель перемістили до Майдзуру (обернене до Японського моря узбережжя острова Хонсю) для проведення ремонту, який тривав аж до 15 листопада 1943-го.
Перші три місяці 1944 року «Сірануї» займався ескортною службою. Так, 7—16 січня він супроводив конвой з японського порту Саєкі (північно-східне завершення Кюсю) до Палау, а з 23 січня по 3 лютого охороняв конвой «Вевак № 18», що ходив на Нову Гвінею та назад до Палау. З 21 лютого по 1 березня есмінець ескортував ще один конвой між Палау та Новою Гвінеєю, а 6—22 супроводжував конвої за маршрутом Палау — Формоза — Японія.
2 квітня 1944-го «Сірануї» вирушив до Омінато (важлива база японського ВМФ на північному завершенні Хонсю), після чого кілька місяців ніс патрульно-ескортну службу в північній зоні.
З 11 по 14 серпня 1944-го «Сірануї» разом зі ще одним есмінцем супроводжував 2 легкі крейсери, які виконували транспортний рейс з Йокосуки до Тітідзіми (острови Огасавара) та назад.
З 12 по 16 жовтня 1944-го американське авіаносне з'єднання завдало серії ударів по острову Формоза (Тайвань). На тлі занадто оптимістичних доповідей про результати зворотних дій японське командування вислало 15 жовтня в море загін, який мав ударити по послабленому (як вважалось) американському флоту. «Сірануї», ще 6 есмінців та «Абукума» супроводили 2 важкі крейсери, які 16 жовтня прибули до острова Амаміосіма (центральна група архіпелагу Рюкю), а 18—20 жовтня пройшли звідси до Мако (база на Пескадорських островах у південній частині Тайванської протоки). На цьому шляху японський загін, на своє щастя, не зустрів надводних сил ворога та не постраждав від американських підводних човнів, що чотири рази виявляли його, проте так і не змогли зайняти положення для атаки.
Невдовзі американці розпочали операцію на Філіппінах, і загін з Мако рушив на південь для приєднання до головних сил. Останні пройшли через Бруней, після чого розділились на два з'єднання. Кораблі з Мако вирішили спрямувати услід за диверсійним з'єднанням адмірала Нісімури, який мав рухатись до району висадки союзників у затоці Лейте південним шляхом та відвернути на себе увагу ворожих сил. У ніч проти 25 жовтня кораблі Нісімури були знищені в бою у протоці Сурігао. За кілька годин по тому сюди підійшов загін, в якому рухався «Сірануї». Отримавши інформацію про загибель головного з'єднання, частина кораблів адмірала Сіми змогла відступити із протоки. «Сірануї» прибув до Корону (на східному завершенні архіпелагу Палаван), а вже 26 жовтня рушив для пошуків легкого крейсера «Кіну», який вранці того ж дня був важко пошкоджений авіацією у протоці, що сполучає моря Сібуян та Вісаян (внутрішня частина Філіппінського архіпелагу). Надалі його перенаправили для допомоги пошкодженому есмінцю «Хаясімо», проте у протоці між островами Міндоро та Панай сам «Сірануї» був атакований та потоплений авіацією, загинули всі члени екіпажу.